# William Cost Johnson
William Cost Johnson (* 14. Januar 1806 bei Jefferson, Frederick County, Maryland; † 14. April 1860 in Washington, D.C.) war ein US-amerikanischer Politiker. Zwischen 1833 und 1843 vertrat er zweimal den Bundesstaat Maryland im US-Repräsentantenhaus.

## Werdegang
William Johnson besuchte die öffentlichen Schulen seiner Heimat. Nach einem anschließenden Jurastudium und seiner 1831 erfolgten Zulassung als Rechtsanwalt begann er in Jefferson in diesem Beruf zu arbeiten. Gleichzeitig schlug er eine politische Laufbahn ein. Dabei wurde er zunächst Mitglied der kurzlebigen National Republican Party und dann der neuen Whig Party. In den Jahren 1831 und 1832 saß er im Abgeordnetenhaus von Maryland.
Bei den Kongresswahlen des Jahres 1832 wurde Johnson im sechsten Wahlbezirk von Maryland in das US-Repräsentantenhaus in Washington gewählt, wo er am 4. März 1833 sein neues Mandat als Nachfolger von Charles S. Sewall antrat. Bis zum 3. März 1835 konnte er zunächst nur eine Legislaturperiode im Kongress absolvieren. Seit dem Amtsantritt von Präsident Andrew Jackson im Jahr 1829 wurde innerhalb und außerhalb des Kongresses heftig über dessen Politik diskutiert. Dabei ging es um die umstrittene Durchsetzung des Indian Removal Act, den Konflikt mit dem Staat South Carolina, der in der Nullifikationskrise gipfelte, und die Bankenpolitik des Präsidenten.
1836 war Johnson Delegierter auf einer Versammlung zur Überarbeitung der Verfassung von Maryland. Bei den Wahlen des Jahres 1836 wurde er als Whig im fünften Distrikt seines Staates erneut in den Kongress gewählt, wo er zwischen dem 4. März 1837 und dem 3. März 1843 als Nachfolger von George Corbin Washington drei weitere Legislaturperioden verbringen konnte. Von 1839 bis 1841 war Johnson Vorsitzender des Ausschusses zur Verwaltung des Bundesbezirks District of Columbia; zwischen 1841 und 1843 leitete er den Ausschuss zur Verwaltung der staatlichen Liegenschaften.
Nach dem Ende seiner Zeit im US-Repräsentantenhaus praktizierte William Johnson wieder als Anwalt. Er starb am 14. April 1860 in der Bundeshauptstadt Washington.